# Humble & Sons
Humble & Sons Pty Ltd war ein australisches Unternehmen und Hersteller von Automobilen.

## Unternehmensgeschichte
Das Unternehmen aus Geelong stellte ursprünglich Maschinen für die Landwirtschaft und den Bergbau her. 1903 begann die Produktion von Omnibussen und Nutzfahrzeugen. 1904 entstand ein Automobil. Der Markenname lautete Humble. 1933 übernahm Buckingham & Ward Motors das Unternehmen.

## Automobile
Das einzige Fahrzeug wurde 1904 auf der Melbourne Road Show präsentiert. Ein Einzylindermotor von De Dion-Bouton trieb das Fahrzeug an. Die offene Tonneau-Karosserie mit Hecktür bot Platz für vier Personen.